# Barra (Bahia)
Barra é um município brasileiro no estado da Bahia, localizado no encontro do Rio Grande com o Rio São Francisco.

## História
A região era povoada originalmente pelos indígenas acroás, na margem esquerda do Rio São Francisco, e pelos indígenas mocoazes, na direita, além de Tupiniquins, Xacriabás, Caiapós, Cariris e Aricobés. O povoamento contemporâneo da região por populações não indígenas surgiu a partir de uma fazenda de gado trazido do litoral no ponto onde o Rio Grande desemboca no Rio São Francisco, pertencente à Casa da Torre, então chefiada pelo 2º Francisco Dias de Ávila Pereira, entre 1670 e 1680. Esta fazenda foi nomeada Fazenda Barra do Rio Grande, posteriormente chamada de Fazenda Barra do Rio Grande do sul para distinguir do Rio Grande do Norte.
Lugar pouco povoado e sem leis, começa a crescer e ter um fluxo de pessoas quando os franciscanos da Capitania de Pernambuco ergueram na região a capela de São Francisco das Chagas da Barra do Rio Grande do Sul, criando um aldeamento de indígenas catequizados no lugar que posteriormente vira o pilar fundamental do municipio
Posteriormente foi elevada à categoria de povoação, sendo um povoado da Capitania de Pernambuco. A atividade econômica da povoação consistia na criação de gado e agricultura, com o cultivo da cana-de-açúcar. Abrigava grande diversidade populacional: portugueses, africanos, brasileiros, filhos de portugueses, mestiços de branco e indígena, indígenas puros, holandeses, flamengos e espanhóis.
A vila foi criado por carta regia de D. José I em 1º de dezembro de 1752 e a freguesia (paróquia) em 5 de dezembro do mesmo ano (esta desligada de Cabrobó), mas a instalação só ocorreu em 23 de agosto de 1753, quando foi instalada a nova Vila de São Francisco das Chagas da Barra do Rio Grande, emancipando politicamente, constituída de câmara de vereadores, pelourinho e coletoria. A instalação foi feita pelo Ouvidor e Corregedor da Comarca de Jacobina Henrique Correia Lobato.
D. João VI, por alvará de 3 de junho de 1820 cria a Comarca do São Francisco, e Barra passa a ser a cabeça da nova comarca.
Em 7 de julho de 1824, a Comarca do São Francisco foi desligada de Pernambuco como punição pelo movimento separatista conhecido como Confederação do Equador, passando à jurisdição de Minas Gerais. Em seguida, no dia 15 de outubro de 1827, passou a pertencer em definitivo à Bahia, sendo que ambas as alterações se deram por decretos de Dom Pedro I do Brasil. A vila foi elevada a cidade em 1873 (na época do Império o termo "cidade" era mais figurativo e nada somava-se administrativamente), quando passou a chamar-se Barra do Rio Grande. Em 1931 sua denominação mudou para Barra.
Barra teve seu território desmembrado para formar os Municípios de Campo Largo-Cotegipe (1820), Carinhanha (1832), Ibipetuba, atual Santa Rita de Cássia, em 1840, Buritirama (1986) e Muquém do São Francisco (1989). Elevado à categoria de freguesia com a denominação de Barra do Rio Grande, pela provisão de 5 de dezembro de 1752. Elevado à categoria de vila com a denominação de Barra do Rio Grande, pela Resolução régia de 1º de dezembro de 1752. Instalado em 23 a 27 de agosto de 1753. Elevado à condição de cidade, sob a denominação de Florescente da Barra do Rio Grande, pela lei provincial nº 1.320, de 16 de junho de 1873.
Em 1875, o primeiro jornal da região oeste passou a ser impresso em Barra, com oficinas próprias: era o Eco do São Francisco.
Pela sua localização geográfica, tornou-se ponto de passagem obrigatório para quem se dirigia ao sertão do São Francisco e das boiadas do Piauí, Maranhão e Goiás, vivendo grande efervescência comercial e social entre 1891 e 1912. Em 1902 o vapor Saldanha Marinho começou a trafegar regularmente entre Pirapora, Minas Gerais, e Juazeiro, Bahia, passando por Barra, o que reforçou o comércio da região. A exploração de borracha de maniçoba também deu um impulso econômico à região. Esta cultura sofre declínio a partir de 1912.
Em 1913 Barra torna-se diocese e a igreja matriz Senhor Bom Jesus da Boa Morte torna-se catedral.
Somente em 1998 Barra integra-se à malha rodoviária brasileira com a ligação da cidade à BR-242, a rodovia federal Salvador-Brasília.

## Geografia

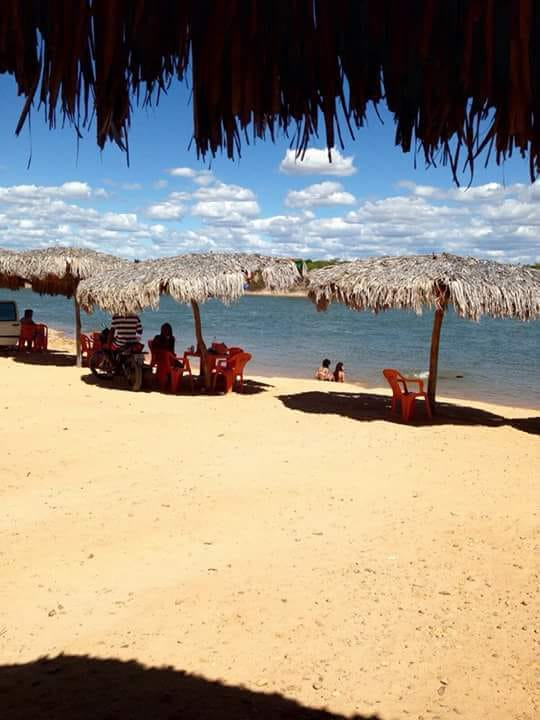
Balneário Cabeça do Touro

Com área territorial de 11 428,112 km², é o sexto município em extensão territorial na Bahia. Sua população, conforme o Censo 2022 do Instituto Brasileiro de Geografia e Estatística, é de 51 092 habitantes, sendo o 42º no ranking populacional do estado.

### Clima
Segundo dados do Instituto Nacional de Meteorologia (INMET), desde 1977 a menor temperatura registrada em Barra foi de 10,2 °C em 3 de agosto de 1985, e a maior atingiu 40,6 °C em 22 de outubro de 2015. O maior acúmulo de precipitação em 24 horas atingiu 164,8 milímetros (mm) em 22 de março de 1997. Outros grandes acumulados superiores a 100 mm foram 124,1 mm em 11 de abril de 1996, 117,4 mm em 4 de novembro de 2002, 117,1 mm em 18 de março de 1997, 110,2 mm em 5 de abril de 1978, 102,6 mm em 24 de fevereiro de 2011 e 100,3 mm em 17 de março de 1991. Dezembro de 1989, com 498,5 mm registrados, foi o mês de maior precipitação, seguido por março de 1997 (443,5 mm) e janeiro de 2016 (412,8 mm).
| Dados climatológicos para Barra | Dados climatológicos para Barra | Dados climatológicos para Barra | Dados climatológicos para Barra | Dados climatológicos para Barra | Dados climatológicos para Barra | Dados climatológicos para Barra | Dados climatológicos para Barra | Dados climatológicos para Barra | Dados climatológicos para Barra | Dados climatológicos para Barra | Dados climatológicos para Barra | Dados climatológicos para Barra | Dados climatológicos para Barra |
| Mês | Jan                             | Fev                             | Mar                             | Abr                             | Mai                             | Jun                             | Jul                             | Ago                             | Set                             | Out                             | Nov                             | Dez                             | Ano                             |
| --- | ------------------------------- | ------------------------------- | ------------------------------- | ------------------------------- | ------------------------------- | ------------------------------- | ------------------------------- | ------------------------------- | ------------------------------- | ------------------------------- | ------------------------------- | ------------------------------- | ------------------------------- |
| Temperatura máxima recorde (°C) | 38,8                            | 39,2                            | 38,2                            | 38,2                            | 37,6                            | 36,9                            | 36,4                            | 38,1                            | 39,7                            | 40,6                            | 40                              | 39,9                            | 40,6                            |
| Temperatura máxima média (°C) | 33,4                            | 33,3                            | -                               | 33,2                            | 33                              | 32,5                            | 32,4                            | 33,4                            | 34,9                            | 35,7                            | 34,3                            | 33,6                            | 33,6                            |
| Temperatura média compensada (°C) | 27,1                            | 27                              | -                               | 26,8                            | 26,3                            | 25,2                            | 24,7                            | 25,8                            | 27,7                            | 28,9                            | 27,9                            | 27,2                            | 26,7                            |
| Temperatura mínima média (°C) | 21,7                            | 21,8                            | -                               | 21                              | 19,8                            | 17,8                            | 16,9                            | 17,9                            | 20,4                            | 22,4                            | 22,1                            | 21,7                            | 20,3                            |
| Temperatura mínima recorde (°C) | 13,2                            | 14,9                            | 13,2                            | 13,1                            | 11,3                            | 10,9                            | 10,4                            | 10,2                            | 13,6                            | 12,9                            | 14,1                            | 13,5                            | 10,2                            |
| Precipitação (mm) | 97,9                            | 100,4                           | 125,5                           | 77,9                            | 15,3                            | 2                               | 0,2                             | 0,6                             | 8,5                             | 33,5                            | 93,5                            | 115,1                           | 670,4                           |
| Dias com precipitação (≥ 1 mm) | 7                               | 7                               | 8                               | 5                               | 2                               | 0                               | 0                               | 0                               | 1                               | 3                               | 7                               | 8                               | 48                              |
| Umidade relativa compensada (%) | 62,7                            | 61,8                            | 64,6                            | 61,3                            | 57,8                            | 56,6                            | 53,1                            | 48,9                            | 45,1                            | 47,1                            | 55,2                            | 61,6                            | 56,3                            |
| Insolação (h) | 241,9                           | 220,3                           | 239                             | 251                             | 268,2                           | 279,3                           | 301,8                           | 309,1                           | 290,7                           | 273,7                           | 232,4                           | 226,2                           | 3 133,6                         |
| Fonte: Instituto Nacional de Meteorologia (INMET) (normal climatológica de 1981-2010); (temperatura máxima média, temperatura média compensada e temperatura mínima média: normal climatológica 1991-2020); (recordes de temperatura: 01/01/1977-presente) |                                 |                                 |                                 |                                 |                                 |                                 |                                 |                                 |                                 |                                 |                                 |                                 |                                 |

## Filhos Ilustres
- Antônio Mariani Primo, primeiro e único Barão de Campo Largo.
- Deocleciano Martins de Oliveira Filho (pseudônimo Deomar Barrense), escultor, jornalista, escritor, comissário de polícia, auditor de guerra e desembargador. Foi membro da Academia Carioca de Letras. Foi premiado pela Academia Brasileira de Letras nos anos de 1932 e 1942.[13][14]
- Francisco Bonifácio de Abreu, primeiro e único Barão da Vila da Barra.
- Antonio Geraldo Rocha Filho, empresário e jornalista brasileiro.
- Guttemberg Nery Guarabyra Filho, músico, compositor, escritor e poeta brasileiro.
- João Maurício Wanderley, primeiro e único Barão de Cotegipe, foi Presidente do Conselho de Ministros de 1885 a 1888, sendo o primeiro e único chefe de governo do Brasil originário do oeste da Bahia.
- Maria Alexandrina de Almeida Franco, primeira Baronesa de Santa Luzia.
- Ramiro Emerenciano, engenheiro e político brasileiro.